# Thervay
Thervay település Franciaországban, Jura megyében. Lakosainak száma 389 fő (2022. január 1.). Thervay Malans, Bresilley, Brans, Dammartin-Marpain, Ougney, Saligney és Serre-les-Moulières községekkel határos.

## Népesség
A település népessége az elmúlt években az alábbi módon változott:
| Lakosok száma | 364  | 323  | 307  | 372  | 376  | 382  | 385  | 384  | 383  | 389  |
|               | 1968 | 1982 | 1990 | 2006 | 2013 | 2015 | 2017 | 2019 | 2020 | 2022 |